# Ulrich Getsch
Ulrich Getsch (* 21. August 1949 in Hameln) ist ein deutscher Politiker (parteilos) und Pädagoge. Er war von 2011 bis 2019 Oberbürgermeister der niedersächsischen Kreisstadt Cuxhaven.

## Leben
Nach dem Besuch einer Volksschule in Hameln besuchte er dort eine Handelsschule und ließ sich beim Stahlkontor Weser Lenze in Groß Berkel (heute zu Aerzen gehörend) zum Industriekaufmann ausbilden.
Bei Lenze arbeitete er zuerst als Sachbearbeiter in der Einkaufsabteilung, begann aber zwei Jahre später ein Studium der Betriebswirtschaftslehre an der Fachhochschule Wilhelmshaven (heute Jade Hochschule). Das Studium schloss er 1974 ab und studierte im Anschluss Wirtschaftspädagogik an der Georg-August-Universität Göttingen. Danach arbeitete er für zwei Jahre im Bereich Berufsausbildung bei Wolff Walsrode.
Von 1980 bis 1982 machte er das Lehramtsreferendariat in Stade und war anschließend bis 1990 Studienrat an den Berufsbildenden Schulen Cuxhaven (BBS). Währenddessen war er von 1986 bis 1990 gleichzeitig Wissenschaftlicher Mitarbeiter eines Modellversuches in Kooperation mit der Volkswagen AG an der Universität Göttingen und promovierte dort 1990 zum Thema „Möglichkeiten einer Förderung von betriebswirtschaftlichem Zusammenhangswissen: eine empirische Untersuchung mit Hilfe eines Unternehmensplanspiels bei angehenden Industriekaufleuten“.
An den BBS Cuxhaven wurde er 1991 Oberstudienrat und 1992 Studiendirektor. 1995 kehrte er an die Universität Göttingen zurück und war dort als Projektleiter Wissenschaftlicher Mitarbeiter am Seminar für Wirtschaftspädagogik. 2004 wurde er Schulleiter der BBS 1 des Landkreises Lüneburg und 2008 Schulleiter der BBS Cuxhaven.
Er ist verwitwet und hat drei Kinder.

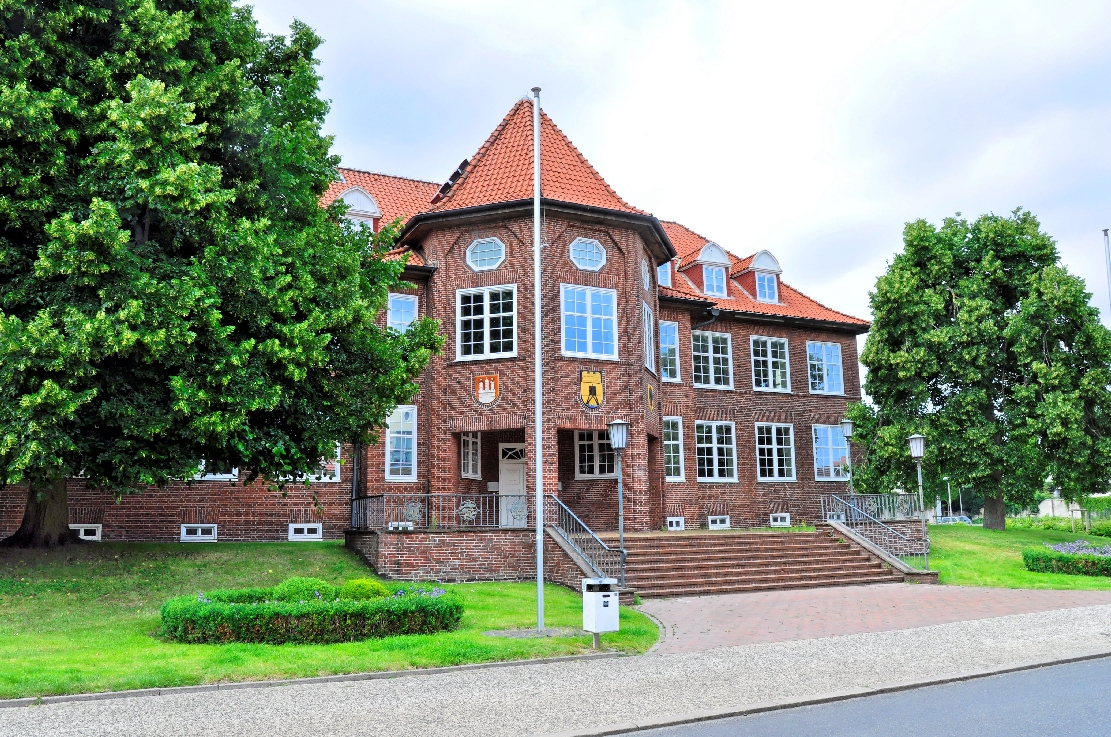
Das Rathaus von Cuxhaven, 2015

## Oberbürgermeisteramt
Als Nachfolger von Arno Stabbert (CDU), der nicht erneut kandidierte, wurde Ulrich Getsch am 11. September 2011 mit 37,6 % der gültigen Stimmen bei einer Wahlbeteiligung von 48,3 % zum Oberbürgermeister von Cuxhaven gewählt. Die Kandidatur Getschs war von der CDU, FDP und den Grünen unterstützt worden. Seine Amtszeit endete zum 31. Oktober 2019. Uwe Santjer (SPD) trat am 1. November 2019 die Nachfolge an.